# Vlag van Pittsburgh

Vlag van Pittsburgh

De vlag van Pittsburgh bestaat uit drie verticale banen van gelijke breedte (zwart, geel, zwart) met het stadszegel in het midden van de gele baan. Als eerbetoon aan de vlag zijn alle vier professionele sportteams in Pittsburgh in de sporten honkbal, football, ijshockey en voetbal zwart met goud. Het wapen is gebaseerd op dat van William Pitt de Oudere, de naamgever van de stad.
De vlag werd officieel aangenomen op 15 maart 1899. In 2004 werd de vlag door de North American Vexillological Association gerangschikt als het vierentwintigste beste vlagontwerp van 150 stadsvlaggen, en was de best beoordeelde driekleur.